# Famenne & Art Museum
Het Famenne & Art Museum (of FAM) is een Belgisch museum dat gewijd is aan de verschillende aspecten van het leven in de Famenne en aan de plastisch kunstenaar Remy Van den Abeele en, bij uitbreiding, aan de kunst van de 20e en 21e eeuw. Het is gevestigd in het Maison Jadot, een geheel van gebouwen dat dateert uit de 17e en de 18e eeuw en gelegen is in het historisch centrum van Marche-en-Famenne, soms ook de hoofdstad van deze streek genoemd.

## Het gebouw
Het Maison Jadot is een geklasseerd gebouw. Het is een mooi voorbeeld van de prestigewoning van zijn tijd en bestaat uit een reeks gebouwen waarvan de samenstellende delen teruggaan tot de 17e eeuw, tot 1776 en tot de 19e eeuw. Dit gebouw telt talrijke marmeren schouwen, plafonds van stucwerk en een authentiek trappenhuis uit de tijd van Lodewijk XV.
De woning, die gelegen is in het historisch centrum, is omgeven door een uitgestrekt park dat het onderscheidt van de omliggende habitat.
In 1911 vervolledigt het Château Jadot dit geheel. De stijl van het kasteel leunt, zowel aan de binnenkant als aan de buitenkant, vooral aan bij de bouwstijl van Marche. In het huis en het kasteel werden in 2012, 2018 en 2019 renovatiewerken uitgevoerd.
Het is mogelijk dat de graaf van Provence (de toekomstige koning Lodewijk XVIII) tijdens zijn vlucht in juni 1791 in het Maison Jadot heeft gelogeerd.

## De collecties
Het FAM stelt twee afzonderlijke collecties voor. In de vleugel 18e eeuw bevinden zich de collecties van geschiedenis en archeologie van het Musée de la Famenne en ook de gebouwen van de 17e en de 19e eeuw herbergen de tijdelijke tentoonstellingen en de collecties eigentijdse kunst, via het museum Remy Van den Abeele. In totaal worden er meer dan 350 stukken voorgesteld.
De regionale collecties van het Musée de la Famenne vallen onder het vakgebied van de archeologie, de etnologie, de geologie, de kunsten en het ambacht. Tijdens het bezoekparcours kan men eveneens oude decors ontdekken van de woning waar men zich bevindt. De bezoeker kan er verscheidene Merovingische,Karolingische en middeleeuwse voorwerpen uit de streek, diverse standbeelden van de Meester van Waha, verscheidene voorwerpen die te maken hebben met het regionale ambacht (meubelen, kant, foto’s, marmer enz.) en schilderijen van landschappen.
In het museum Remy Van den Abeele staat het veelzijdige werk van deze plastisch kunstenaar centraal. Aanvankelijk frequenteerde hij surrealistische milieus, maar hij heeft zijn eigen pad bewandeld en volop geëxperimenteerd. De vele facetten van het werk van Van den Abeele - beeldende werken, tekeningen, schetsen, beeldhouwwerken - worden onthuld doorheen verschillende stukken van het museum, dat de vorm aanneemt van het appartement van een verzamelaar, met een salon, een bureau en een rariteitenkabinet.

## Tijdelijke tentoonstellingen
Eén of twee keer per jaar zijn in het museum tijdelijke tentoonstellingen te zien. De onderwerpen die daarin aan bod komen, zijn uiteenlopend en draaien rond deze twee sleutelthema’s: de Famenne en de eigentijdse kunst, via de werken van Remy Van den Abeele.
Lijst van eigentijdse tentoonstellingen :
- Meubelen en mensen (4 oktober – 16 november 1997)
- De Meester van Waha (1 juni – 31 augustus 2000)
- Hommage aan Remy Van den Abeele, Belgisch surrealistisch schilder 1918-2006 (5 juni – 31 augustus 2009)
- Marche-en-Famenne begin 20e eeuw. Tentoonstelling van miskende postkaarten (7 oktober 2013 – 17 maart 2014)
- Hou de pose aan. Léon Peret Fotograaf uit Marche (29 maart 2014 – 31 augustus 2015 )
- 1914-1918, Donkere periode - Donkere kamer (24 april – 29 juni 2015)
- 4 actuele landschapsschilders uit de Famenne (11 juni – 25 november 2016)
- Remy Van den Abeele woedend (29 september 2018 – 27 februari 2019)
- Van den Abeele & Delcol. Remy versus Roland (30 maart – 31 augustus 2019)
- Oude landschappen van de Famenne (5 oktober 2019 – 29 februari 2020)
- Cactus Inébranlable. Wanneer de literatuur en de kunsten elkaar ontmoeten (19 mei – 31 juli 2020)[5]
- Curieuzeneuzen. Waardevolle, ongebruikelijke of onwaarschijnlijke voorwerpen (1 september – 31 oktober 2020)
- Mercédès Legrand (19 december 2020 – 30 april 2021)
- Brique un jour, briques toujours (Een voor een, baksteen voor baksteen) (5 juni – 30 september 2021)